# Port Neches
Port Neches è un centro abitato degli Stati Uniti d'America situato nella contea di Jefferson dello Stato del Texas.
La popolazione era di 13.040 persone al censimento del 2010. Fa parte dell'area metropolitana di Beaumont–Port Arthur.

## Geografia fisica
Port Neches è situata a 29°58′51″N 93°57′37″W (29.980863, -93.960382), 20 miglia nell'entroterra del Golfo del Messico.
Secondo lo United States Census Bureau, ha un'area totale di 9,2 miglia quadrate (24 km²), di cui 9,1 miglia quadrate (24 km²) di terreno e 0,1 miglia quadrate (0,26 km², 0.76%) d'acqua.

## Società

### Evoluzione demografica
Secondo il censimento del 2000, c'erano 13.601 persone, 5.280 nuclei familiari e 3.975 famiglie residenti nella città. La densità di popolazione era di 1.490,4 persone per miglio quadrato (575,2/km²). C'erano 5.656 unità abitative a una densità media di 619,8 per miglio quadrato (239,2/km²). La composizione etnica della città era formata dal 94,75% di bianchi, lo 0,93% di afroamericani, lo 0,47% di nativi americani, l'1,57% di asiatici, lo 0,01% di isolani del Pacifico, l'1,18% di altre razze, e l'1,09% di due o più etnie. Ispanici o latinos di qualunque razza erano il 5,07% della popolazione.
C'erano 5.280 nuclei familiari di cui il 34,7% aveva figli di età inferiore ai 18 anni, il 61,6% aveva coppie sposate conviventi, il 10,0% aveva un capofamiglia femmina senza marito, e il 24,7% erano non-famiglie. Il 21,4% di tutti i nuclei familiari erano individuali e il 9,2% aveva componenti con un'età di 65 anni o più che vivevano da soli. Il numero di componenti medio di un nucleo familiare era di 2,57 e quello di una famiglia era di 3,00.
La popolazione era composta dal 25,5% di persone sotto i 18 anni, l'8,9% di persone dai 18 ai 24 anni, il 26,9% di persone dai 25 ai 44 anni, il 24,3% di persone dai 45 ai 64 anni, e il 14,3% di persone di 65 anni o più. L'età media era di 38 anni. Per ogni 100 femmine c'erano 96,5 maschi. Per ogni 100 femmine dai 18 anni in giù, c'erano 93,9 maschi.
Il reddito medio di un nucleo familiare era di 47.523 dollari e quello di una famiglia era di 53.729 dollari. I maschi avevano un reddito medio di 43.089 dollari contro i 27.847 dollari delle femmine. Il reddito pro capite era di 22.273 dollari. Circa il 4,4% delle famiglie e il 5,6% della popolazione erano sotto la soglia di povertà, incluso il 5,7% di persone sotto i 18 anni e il 4,7% di persone di 65 anni o più.